# Sanctuaire de Notre-Dame de Souesté
Le sanctuaire de Notre-Dame de Souesté est un sanctuaire marial situé à Cierp-Gaud, commune du département de la Haute-Garonne en France.

## Description
Ce sanctuaire est construit à 780 mètres d'altitude, il est accessible via un chemin de randonnée très pentu en 45 min.

## Historique
Selon le Censier du diocèse de Comminges de 1387, la chapelle faisait partie du village de Souesté et était annexe de Burgalays. Ce village aurait été dévasté par la peste de 1342 et fut donc abandonné.
En 1815, l'antiquaire Alexandre Du Mège fait état d'une chapelle en ruine.
Il y avait un cimetière près de la chapelle d'après les écrits de l’abbé Dutrey curé de Cierp en 1864.
La chapelle a été reconstruite en 1849.
En 1962, elle est restaurée grâce à une subvention communale (618 300 francs) et avec des dons de volontaires (342 240 francs).
Elle fut replâtrée, la toiture et le clocheton ont été remis en état, et un chemin de croix a été installé.
La statue de la Vierge à l'Enfant en bois sculpté et dorée a été restaurée par Marius Rieu de Toulouse en avril 1962 pour 2000 francs.

## Le chemin de randonnée
Un parking est placé au point de départ du chemin de randonnée vers la chapelle.

## Autour de la chapelle
- Chalets d'accueil.
- Table de pique-nique.
- Abreuvoir.

### Chapelle de Notre-Dame de Souesté

#### Extérieur
Sur la pierre du tympan sont sculptées :
- une croix avec aux extrémités trois fleurs de lys ;
- la phrase : " cette chapelle a été reconstruite l'an 1849 "

### Intérieur

#### Lanefet lechœur
Sur les murs de la nef sont placées des sculptures du chemin de croix.
Le chœur
L'ancien maître autel est un marbre blanc.
Dessus est posé un tabernacle en bois doré, à gauche, une statue du Sacré-Cœur de Jésus, sur la droite, saint Bertrand.
Le maître autel moderne est un bois.
Dans une niche placée dans le mur de l'abside est placée une statue de la Vierge à l'Enfant sculptée en bois et dorée.

## Mobilier
Deux statues de la Vierge à l'Enfant sculptées en bois et dorées (dont une date du XVIIe siècle) sont inscrites à l'inventaire des monuments historiques,).

## Galerie

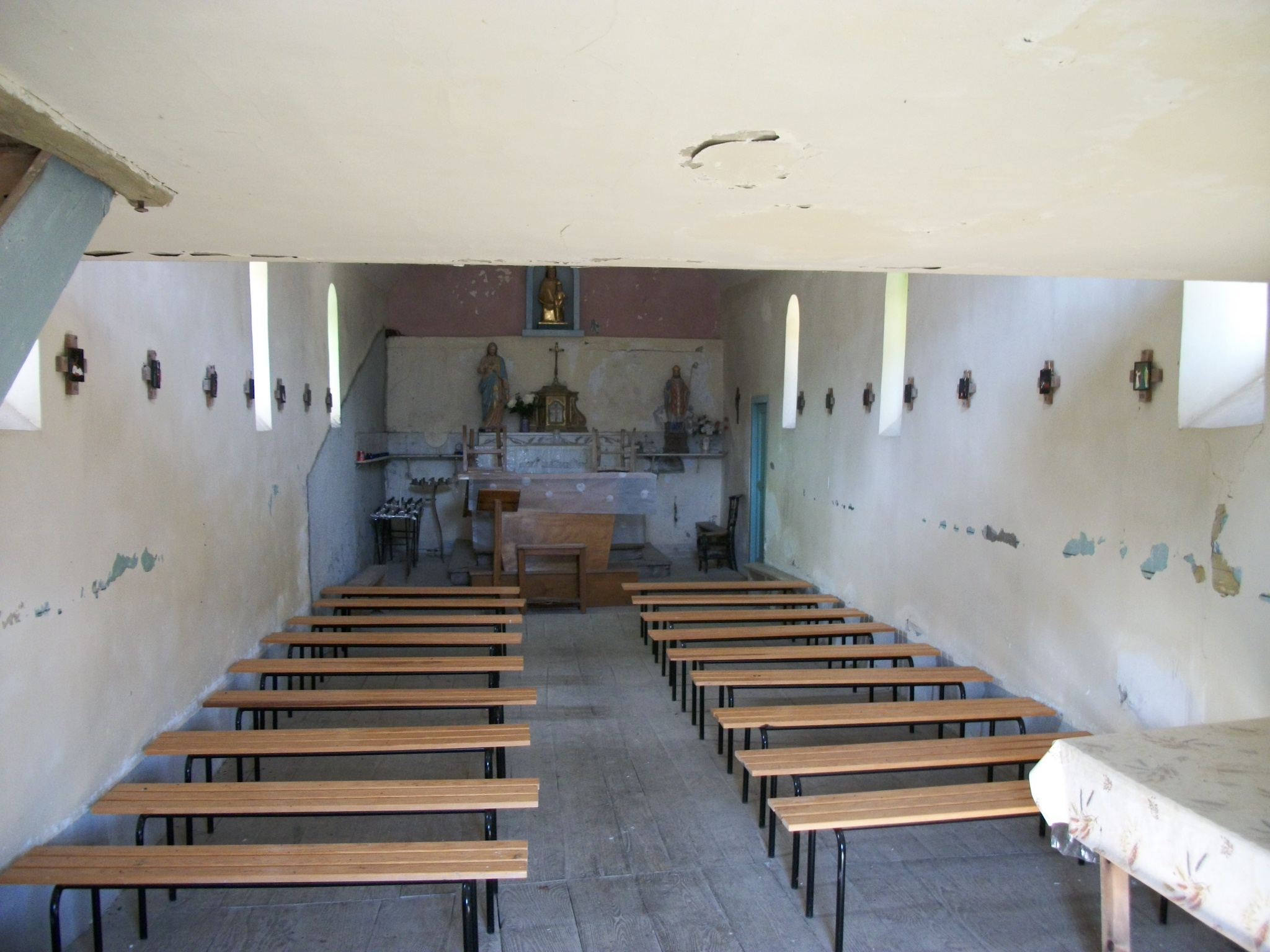
La nef et le chœur
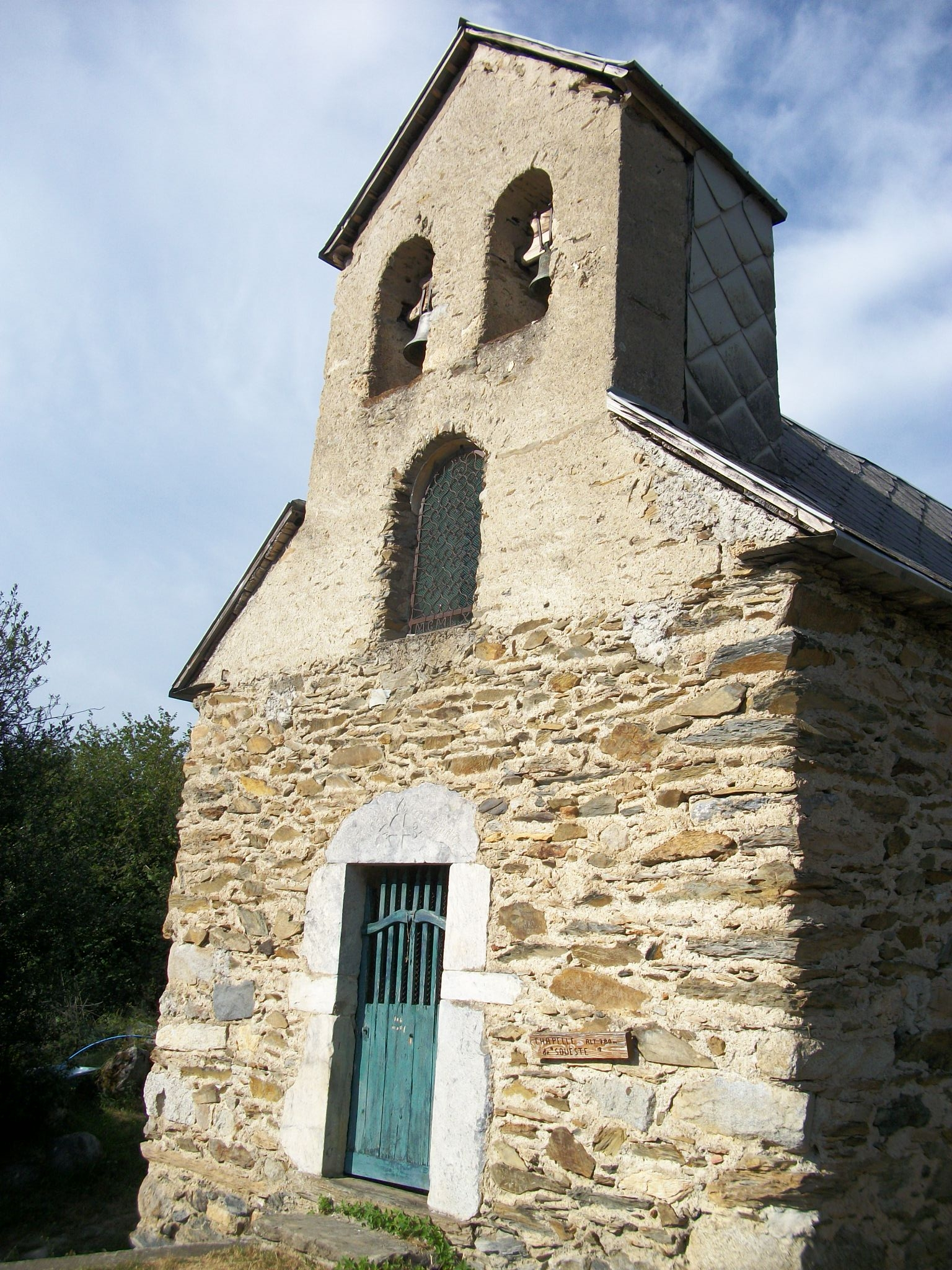
La façade
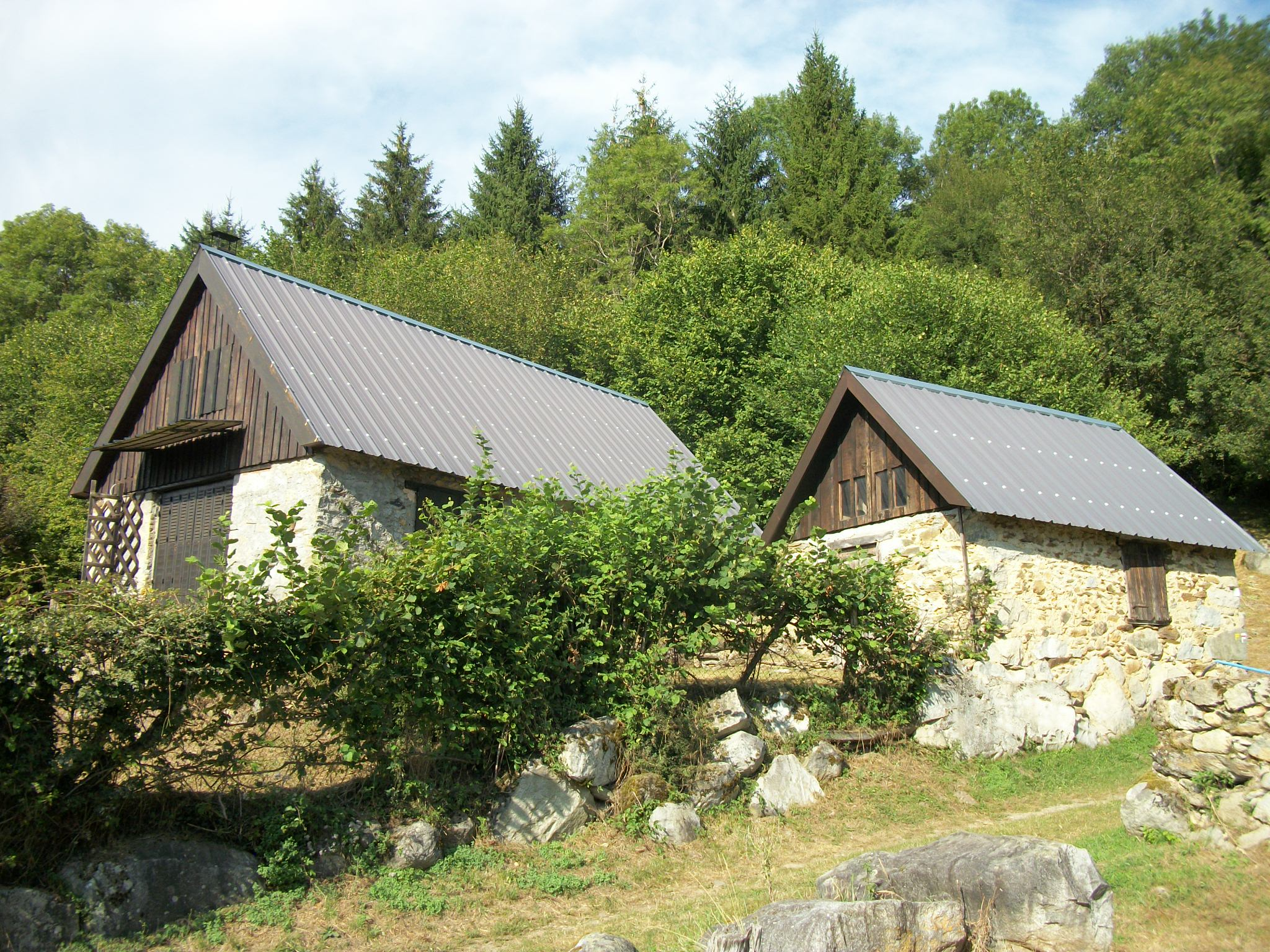
Les chalets
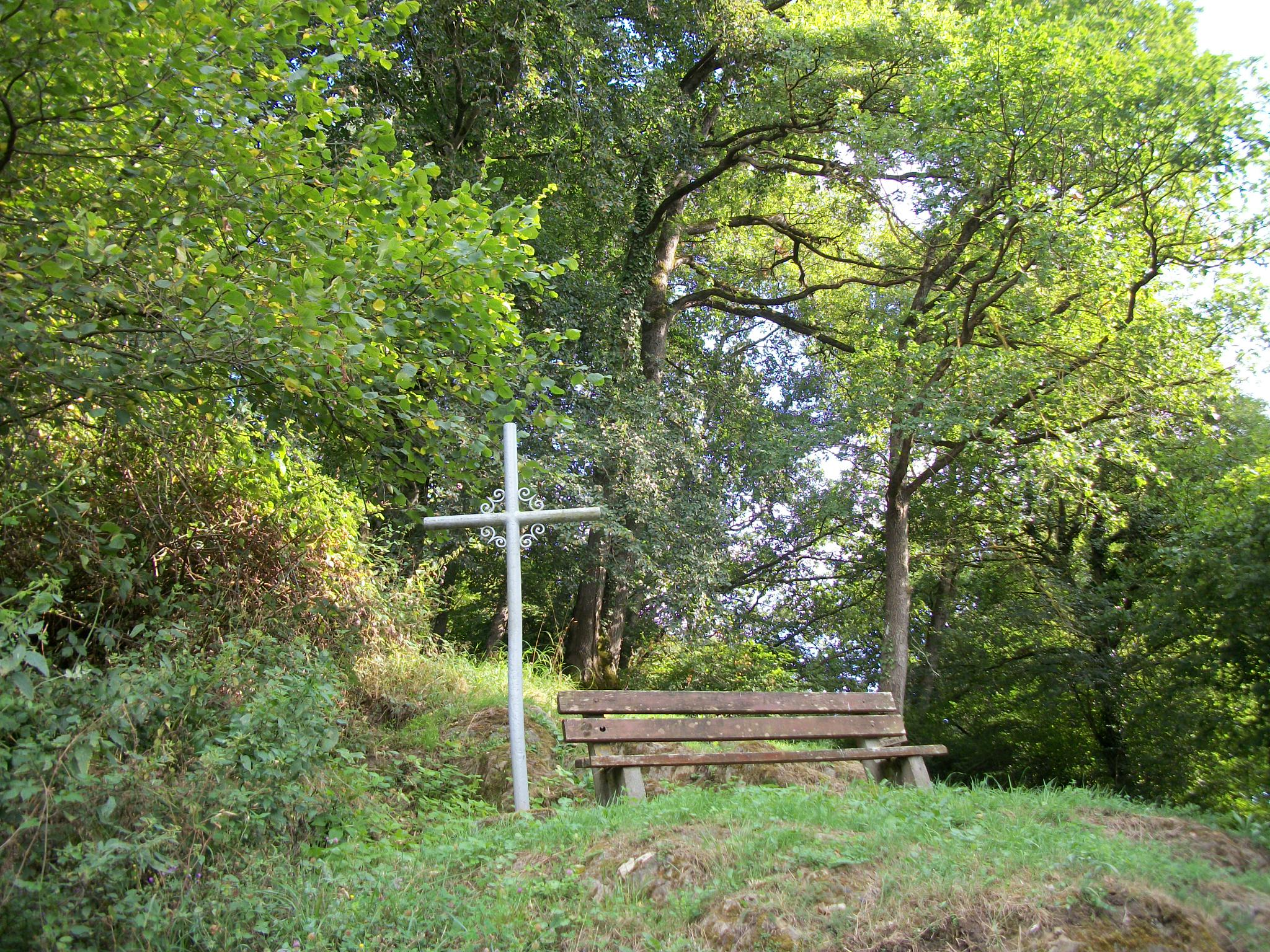
Une croix en fer forgé et un banc placé sur le chemin